# Марко Рајчевић
Марко Рајчевић (Госпић, ФНРЈ, 10. јун 1953) српски је универзитетски професор и доктор правних наука. Садашњи је судија Уставног суда Републике Српске.

## Биографија
Марко Рајчевић је рођен 10. јуна 1953. године у Госпићу, ФНРЈ. Основну школу и Гимназију завршио је у Бањој Луци. Дипломирао је на Правном факултету у Бањој Луци, постдипломске студије привредноправног смјера окончао је 1986. године на београдском Правном факултету, а 1989. одбранио је докторску дисертацију на бањалучком Правном факултету.
Редовни је професор Правног факултета Универзитета у Бањој Луци на предмету Привредно право и руководилац Вијећа постдипломског студија привредноправног смјера.
Марко Рајчевић је био арбитар Спољнотрговинске арбитраже Привредне коморе Србије и Црне Горе. Члан је Предсједништва Удружења правника Републике Српске. Члан је Комисије за полагање правосудног испита и предсједник Комисије за полагање нотарског испита. Члан је Одјељења друштвених наука Академије наука и умјетности Републике Српске — Одбора за правне науке. Био је члан Високог судског савјета Републике Српске.
За судију Уставног суда Републике Српске из реда српског народа изабран је у марту 1998.